# Cerro Prieto, Atarjea
Cerro Prieto är en ort i Mexiko.   Den ligger i kommunen Atarjea och delstaten Guanajuato, i den centrala delen av landet, 210 km norr om huvudstaden Mexico City. Cerro Prieto ligger 1 819 meter över havet och antalet invånare är 250.
Terrängen runt Cerro Prieto är bergig österut, men västerut är den kuperad. Runt Cerro Prieto är det ganska tätbefolkat, med 54 invånare per kvadratkilometer. Närmaste större samhälle är Pinal de Amoles, 19,7 km sydost om Cerro Prieto. I omgivningarna runt Cerro Prieto växer i huvudsak blandskog.